# قائمة سجون سوريا
حسبَ منظمة العفو الدولية فالنظام السوري قامَ بتنفيذ إعدامات جماعية سرية شنقاً بحق 13 ألف معتقل، غالبيتهم من المدنيين المعارضين في سجن صيدنايا قرب دمشق خلال خمس سنوات منذ بداية الثورة في سورية. ثمة الكثير من السجون في سورية خاصة في العاصمة دمشق حيث لكل محافظة من المحافظات الـ 14 سجنها المركزي الخاص، فضلاً عن وجود سجون في المدن الرئيسية. لكن السجون والمعتقلات الأكثر «فظاعة» هي تلك التي تتبع الأجهزة الأمنية، والمنتشرة أيضاً في جميع المحافظات، وإن كان أكثرها عدداً، وأكبرها حجماً في العاصمة دمشق.

## تاريخ السجون
طرأ على نظام السجون السوري مجموعة من التعديلات منذ فترة ما بعد استقلال البلاد عام 1945 حيث كانت السجون تتبع لإدارة السجون قبل أن يجري إلحاقها بوزارة الداخلية مع تولّي حافظ الأسد السلطة عام 1970 لتصبح تابعة تماماً لأجهزة النظام الأمنية. قسّم القرار رقم /1/ لعام 1981 السجون إلى ثلاث فئات أطلق عليها تسمية: ( فروع - أقسام - مخافر ). وتضمّ الفروع سجون دمشق، حمص، حلب، اللاذقية، والحسكة، بينما تضمّ الأقسام سجون بقية المحافظات السورية حيث في كل محافظة سجن. أما المخافر فهي تضمّ سجون المناطق وبعض النواحي الكبيرة. يُضاف إلى ذلك معاهد الإصلاح الخاصة بالأحداث وهي تتبع لوزارة الشؤون الاجتماعية هذا فضلا عن الأماكن السرّية للاحتجاز وتضم السجون وأقبية الفروع الأمنية، وتخضع لإدارة الأجهزة الأمنية.

## القائمة
هذه قائمة تشمل أهم السجون التابعة للنظام السوري في سوريا:
| صورة | اسم السجن            | تاريخ التشييد | إحداثيات                                                | المدينة  | ملاحظات |
| ---- | -------------------- | ------------- | ------------------------------------------------------- | -------- | --- |
|      | سجن صيدنايا          | 1987          | 33°39′56.21″N 36°19′44.08″E / 33.6656139°N 36.3289111°E | دمشق     | يعد من أكبر سجون سوريا وأفظعها وأسوئها سمعة، عُرف منذ تشييده عام 1987 بأنه سجن عسكري يضمّ آلاف الجنود والضباط المتهمين بمخالفة القوانين العسكرية، لكنه في الواقع كان معتقلا لمئات من السياسيين السوريين والعرب، أغلبيتهم الساحقة من الإسلاميين. يقعُ السجن قرب دير صيدنايا المسيحي التاريخي على بعد نحو ثلاثين كيلومترا شمال العاصمة دمشق، وكان رمزا لسطوة نظام حزب البعث الحاكم، وتتولى إدارته الشرطة العسكرية. |
|      | سجن تدمر             | غير معروف     | 34°33′32″N 38°17′7″E / 34.55889°N 38.28528°E            | تدمر     | يقع هذا السّجن قرب مدينة تدمر الصحراوية، شيّده الفرنسيون، ويعد واحدا من أشهر وأسوأ السجون السورية طوال فترة حكم الرئيس الراحل حافظ الأسد ومن بعده ابنه بشار، حيث ارتُكبت فيه مجازر وعمليات تعذيب فظيعة. أُغلق السجن عام 2001 لكن أعيد فتحه يوم 15 يونيوحزيران 2011 وبحسب منظمة هيومن رايتس ووتش فقد تم اعتقال 2500 شخص في السجن في ديسمبر/كانون الأول من عام 2011. شهدَ سجن تدمر واحدة من كبريات المجازر يوم 27 يونيو/حزيران 1980 تحت حكم حافظ الأسد وأودت بحياة مئات السجناء، غالبيتهم محسوبون على جماعة الإخوان المسلمين المعارضة. في 30 مايو/أيار 2015 قام تنظيم الدولة الإسلامية بتفجير سجن تدمر ونسفه بالكامل، وكان السجن فارغا لأن النظام نقل النزلاء إلى سجون أخرى. |
|      | سجن المزة            | 1923          | 33°30′34″N 36°15′5″E / 33.50944°N 36.25139°E            | المزة    | بنى الفرنسيون عام 1923 الطابق الأول من سجن المزة العسكري على أنقاض قلعة عثمانية. يعدّ واحدًا من أشهر السجون السورية التي يزج بها معظم المعارضين من سياسيين وعسكريين ونشطاء ومثقفين. دخله عدد من أبرز قيادات الإخوان المسلمين ومنهم مروان حديد الذي توفي فيه عام 1977. أُعلن في 13 سبتمبر/أيلول 2000 عن إغلاق سجن المزة بعد نقل نزلائه إلى سجون أخرى، وتم الترويج إلى أنه صدر قرار بتحويله إلى معهد للتاريخ أو متحف، في وقت ذهب آخرون إلى أنه تمت السيطرة عليه من قبل ماهر الأسد الذي حوّله إلى استراحة خاصة به. |
|      | سجن دمشق             |               |                                                         | دمشق     | يقعُ هذا السجن في مدينة عدرا إلى الشمال الشرقي من العاصمة دمشق، ويتكوّن السجن من مبان عدة للإدارة ومن 12 جناحًا مخصصا للنزلاء، إضافة إلى جناح للموقوفين السياسيين الذين لا علاقة لإدارة السجن المدني بهم، حيث يحوّلون إليه من فروع أمنية عدة وتشرف عليه شعبة الأمن السياسي. عَرف سجن دمشق المركزي عام 2007 تمردا قام به السجناء احتجاجا على أوضاعهم كما شهد إضرابا عن الطعام عام 2009. |
|      | سجن حلب              |               |                                                         | حلب      | يقع السجن إلى الشمال من مدينة حلب، ويتألف من ثلاثة أبنية ومن أربعة طوابق، وكل طابق فيه ستة أجنحة، في كل جناح عشر غرف، تضم كل غرفة 25 سجيناً، أصبحوا أكثر من خمسين مع انطلاق الثورة السورية. بعد التحاق محافظة حلب بالثورة عام 2012؛ بدأ السجن يستقبل المزيد من المعتقلين السياسيين. شهد سجن حلب المركزي أول احتجاج للسجناء في أواخر يوليو/تموز 2012 على الممارسات الهمجية لإدارة السجن. |
|      | سجن عدرا             |               | 33°35′24″N 36°26′26″E / 33.5901037°N 36.4404945°E       | عدرا     | يقع سجن عدرا المركزي للنساء بمدينة عدرا التابعة لمحافظة ريف دمشق، وينقسم إلى قسمين: جنائي وسياسي. تتعرّضُ المعتقلات بداخله إلى التعذيب، الضرب والاغتصاب زيادة على المعاناة الأخرى مثل غياب الرعاية الصحية. |
|      | سجن حماة             |               |                                                         | حماة     | شهد هذا السّجنُ العديد من حالات العصيان الناجحة من جانب المعتقلين، والتي أجبرت النظام على الخضوع للعديد من مطالبهم، ويقبع فيه حالياً نحو 800 معتقل، ما زال النظام يماطل في إطلاق سراحهم بالرغم من وعوده المتكرّرة بالإفراج عنهم. |
|      | سجن السويداء         |               |                                                         | السويداء | |
|      | سجن حمص              |               |                                                         | حمص      | |
|      | الفرع 285 أمن الدولة |               | 33°29′59″N 36°17′29″E / 33.499805°N 36.291313°E         | دمشق     | يتبع الفرع (285) لإدارة أمن الدولة، والتابع لوزارة الداخلية، ويقع الفرع المذكور ما بين مشفى المجتهد ودوار كفرسوسة، ويطل على شارع "أبو الدرداء"، ضمن مجمع أمني ضخم يضم إلى جانبه الفرع الإداري في إدارة المخابرات العامة، |

```
لم يعد قائمًا
```

```
لا زالَ قائمًا
```